# Обезьянинов, Николай Петрович
Николай Петрович Обезьянинов (1824—1886) — русский вице-адмирал, служил на Черноморском флоте, участник Крымской войны и покорения Кавказа.

## Биография
Родился в 1824 году в семье отставного поручика Сибирского гренадерского полка, помещика села Залипяжье и деревни Акулово Петра Васильевича Обезьянинова (рожд. 1804). В семье было шесть сыновей, пятеро из которых избрали профессию морских офицеров: Василий, Николай, Андрей, Михаил и Пётр.
Воспитывался в Морском кадетском корпусе, куда поступил 11 января 1838 году кадетом. Через пять лет был произведён в гардемарины, на кораблях «Арсис» и «Фринланд» плавал по Финскому заливу.
20 августа 1845 года в произведён в мичманы и назначен в Черноморский флот, плавал последовательно на фрегатах «Браилов» и «Кулевчи», брига «Аргонавт», линейном корабле «Султан Махмуд», транспорте «Мамай», пароходофрегатах «Бессарабия» и «Громоносец», фрегатах «Коварна» и «Месемврия». 30 марта 1852 года, будучи офицером линейного корабля «Гавриил», произведён в лейтенанты и 2 декабря 1853 года назначен старшим адъютантом штаба командира Севастопольского порта.
В виду предстоявшей осады Севастополя Обезьянинов был назначен 1 мая 1854 года помощником начальника 1-й оборонительной линии по укреплению Севастополя, а в августе состоял помощником флигель-адъютанта Э. И. Тотлебена по южной обороне Севастополя и с этого времени до конца кампании находился при Тотлебене. 31 октября 1854 года, Обезьянинов был ранен в кисть правой руки с раздроблением пальца и в тот же день был награждён орденом Св. Анны 3-й степени с бантом.
В следующем году, назначенный заведывать Инженерным Депо в Николаеве, он и здесь обратил на себя внимание и был награждён орденами Св. Владимира 4-й степени с мечами и Св. Станислава 2-й степени с мечами и императорской короной; с 29 сентября 1856 года Обезьянинов исправлял должность дежурного штаб-офицера морского дежурства при штабе отдельного Кавказского корпуса. В следующем году Обезьянинов был назначен для особых поручений по морской части при командующем Кавказской армией и в этой должности состоял до 1884 года. 8 сентября 1857 года он был произведён в капитан-лейтенанты.
Во время своей службы на Кавказе Н. П. Обезьянинову пришлось неоднократно принимать участие в делах против горцев. В 1861 году был награждён орденом Св. Анны 2-й степени с мечами, а через два года ему была пожалована императорская корона к этому ордену (за отличную распорядительность, оказанную при перевозке временно-отпускных нижних чинов сухопутного ведомства на Кавказе в 1862 году). 5 августа 1864 года, Обезьянинов был произведён в капитаны 2-го ранга, в 1866 году награждён персидским орденом Льва и Солнца 2-й степени, 1 января 1868 году произведён в капитаны 1-го ранга и в этом чине кроме Высочайших подарков получил ордена Св. Владимира 3-й степени с мечами (1870) и Ольденбургский орден Петра-Фридриха-Людвига (1873).
В апреле 1878 года, Обезьянинов был произведён в контр-адмиралы с оставлением для особых поручений при великом князе Михаиле Николаевиче. В следующем году, 2 апреля, он был награждён орденом Св. Станислава 1-й степени, а через год, 2 июня, мечами к этому ордену. Получив 30 августа 1881 года орден Св. Анны 1-й степени, Обезьянинов оставался ещё служить до 17 июня 1885 года, когда был произведён в вице-адмиралы и вышел в отставку. Оставшись на жительстве в Тифлисе и продолжая до самой своей смерти состоять председателем Кавказского отдела Общества спасания на водах, Обезьянинов скончался в Тифлисе в октябре 1886 года.

## Семья
- Жена — Валерия Августовна Броккер (?-?) - рязанская дворянка и дочерь генерал-лейтенанта. В браке у них родились:
- Дочь — Магдалина Николаевна Обезьянинова (1853-?) - родилась 22 ноября 1853 года и была крещена 8 декабря того же года в Адмиралтейском Соборе г. Севастополя; восприемники: отставной корнет Павел Сергеевич Плишинев и вдова генерал-лейтенанта дворянка Рязанской губернии Анна Карловна Броккер.
- Сын — Михаил Николаевич Обезьянинов (1862-1920) - родился 8 ноября 1862 года. С 1889 года служил в Морском ведомстве по медицинской части. В 1899 году защитил в Императорской Военно-медицинской академии диссертацию на соискание ученой степени доктора медицинских наук "Травматические повреждения и ожоги на судах русского флота". В 1904-1905 гг. участвовал в русско-японской войне, исполняя должность главного доктора временного морского госпиталя в Порт-Артуре. Награждён двумя боевыми орденами. В июне 1911 года назначен главным доктором Николаевского морского госпиталя в Кронштадте и санитарным инспектором Кронштадтского порта. В июле 1917 года назначен главным врачом Севастопольского военно-морского госпиталя. После революции 1917 года в России принимал участие в Гражданской войне в составе ВСЮР. Скончался в 1920 году в Севастополе и был похоронен на городском кладбище на ул. Пожарова.